# Gmina Marion (hrabstwo Davis)

Położenie Gminy Marion w hrabstwie Davis

Gmina Marion (ang. Marion Township) – gmina w USA, w stanie Iowa, w hrabstwie Davis. Według danych z 2000 roku gmina miała 218 mieszkańców, a jej powierzchnia wynosi 92,35 km².